# Iname
Iname era un comitato per lo sviluppo dei villaggi (VDC) del Nepal situato nella Provincia No. 1 e nel distretto di Udayapur, è stato abolito dal marzo 2017 in seguito ad una riforma amministrativa quando, insieme ai VDC di Rupatar, Thanagaun, Okhale e Lekhgaun ha dato luogo alla municipalità di Tapli.